# Mālupes pagasts
Mālupes pagasts er en territorial enhed i Alūksnes novads i Letland. Pagasten havde 710 indbyggere i 2010 og 652 indbyggere i 2016 og omfatter et areal på 129,75 kvadratkilometer. Hovedbyen i pagasten er Mālupe.